# Ancorina brevidens
Ancorina brevidens är en svampdjursart som beskrevs av Arthur Dendy och Leslie M. Frederick 1924. Ancorina brevidens ingår i släktet Ancorina och familjen Ancorinidae. Inga underarter finns listade i Catalogue of Life.